# Pavlohirkivka, Bobrîneț
Pavlohirkivka (în ucraineană Павлогірківка) este localitatea de reședință a comunei Pavlohirkivka din raionul Bobrîneț, regiunea Kirovohrad, Ucraina.

## Demografie
Componența lingvistică a localității Pavlohirkivka
     Ucraineană (97,46%)
     Alte limbi (2,07%)
Conform recensământului din 2001, majoritatea populației localității Pavlohirkivka era vorbitoare de ucraineană (97,46%), existând în minoritate și vorbitori de alte limbi.